# El Cantábrico
El Cantábrico fue un periódico diario español, editado en Santander entre 1895 y 1937. Fundado en 1895 por los hermanos Manuel y Buenaventura Rodríguez Parets y por Mauricio Rodríguez Lasso de la Vega, fue una publicación de tendencia liberal republicana. José Estrañi sería su primer director, mientras que Buenaventura Rodríguez sería su primer redactor jefe. En poco tiempo el periódico se convirtió en el más leído de la provincia de Santander, antes de desaparecer en 1937 tras la confiscación por las tropas franquistas, que utilizarían sus talleres para editar el periódico falangista Alerta.

## Historia

### Fundación y primeros años
En 1895 José Estrañi, periodista y escritor manchego afincado en Cantabria desde 1877 y redactor jefe del periódico La Voz Montañesa, renunció a su puesto a raíz de un enfrentamiento con su director y dueño del periódico, Antonio María Coll y Puig como consecuencia del llamado caso Cobián. Tras este incidente, Estrañi se incorporó al proyecto de los abogados Rodríguez Parets y de Rodríguez Lasso de la Vega, el nuevo diario El Cantábrico, donde se mantuvo en la dirección hasta su muerte en 1919.

### Evolución

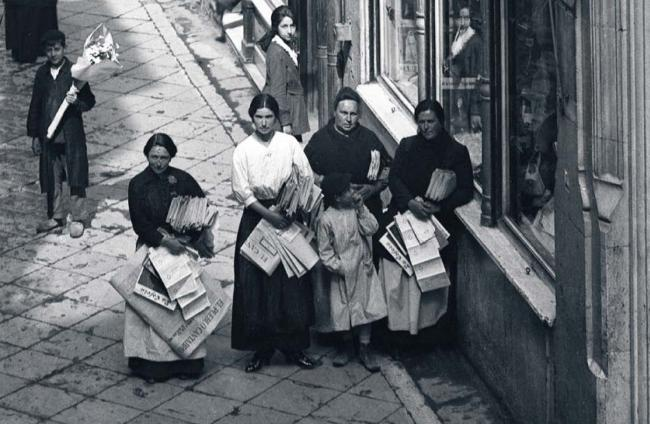
Vendedoras de periódicos, como El Cantábrico o El Pueblo Cántabro, en el centro de Santander a principios del

El diario El Cantábrico fue el más leído y uno de los de mayor influencia en la región. Inició su andadura el 4 de mayo de 1895, llegando en tan solo seis meses a ser el de mayor tirada en Cantabria (4500 ejemplares diarios), posición que no perdió en toda su historia. En 1903 inauguró nueva redacción y talleres,[cita requerida] y en 1905 inauguró una nueva rotativa. Para 1916 el periódico ya alcanzaba una tirada de 13000 ejemplares. En 1923 se modernizaron los talleres con la instalación de una nueva rotativa a dos bobinas para periódicos de dieciséis páginas, fabricada en Augsburgo (Alemania). Desde el principio El Cantábrico contó con una tecnología y un concepto informativo mucho más adelantado que sus rivales regionales. Según lo definió su propio director, Estrañi:

EL CANTÁBRICO [es] periódico de información, no de combate, ni de propaganda, ni órgano de ningún partido [...].

Tradicionalmente, fue el principal periódico de la izquierda política en la ciudad de Santander.
Entre otros, El Cantábrico contó como redactores con Fernando Segura, Eduardo Torralba Beci o Aurelio Piedra.
Durante la Segunda República el periódico vivió la polémica entre diferentes planteamientos regionalistas. Así en 1931, en ocasiones separadas, Víctor de la Serna y Manuel Ruiz de Villa, diputado radical socialista por Santander, propusieron en sus páginas una Mancomunidad de Castilla Septentrional con Burgos, Palencia y Valladolid, mientras que el 28 de mayo de 1936 Antonio Orallo anunció en El Cantábrico la redacción del Estatuto Cántabro-Castellano que daría la autonomía a la actual Cantabria.

### Desaparición
Tras el comienzo de la Guerra civil el diario continuó publicándose, sometido por las autoridades republicanas a la censura gubernativa y a las carencias cada vez mayores de papel y tinta. A partir del 27 de junio de 1937 los mandos republicanos suspenden todos los periódicos por la falta de papel y tinta, quedando tan solo el diario La República. Una vez ocupada la región por las tropas franquistas, la Delegación Nacional de Prensa y Propaganda de FET y de las JONS se incautó de las instalaciones del periódico para editar el diario falangista España, de corta existencia. Con posterioridad en sus instalaciones se pondría en marcha el diario Alerta.